# Polska służba intendentury w wojnie polsko-bolszewickiej

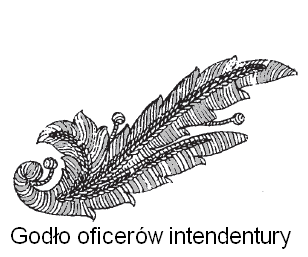

Polska służba intendentury w wojnie polsko-bolszewickiej – organizacja i działania służby intendentury w okresie wojny polsko-bolszewickiej.
Intendentura odgrywała najważniejszą rolę wśród służb Wojska Polskiego. Miano intendentury nosił tylko pion intendentury polowej, a w literaturze przedmiotu wydziela się takie człony jak: zaopatrywanie wojsk w żywność, umundurowanie, uposażenie, pasza dla koni i materiały pędne oraz smary.

## Spuścizna po państwach zaborczych
W pierwszych dniach listopada 1918 rozpoczęto przejmowanie od wojsk zaborczych rozmieszczonych na terytorium kraju wszelkiego rodzaju biur wojskowych, kas i składów materiałowych oraz sprzętu wojskowego. 
Z zakładów służby gospodarczej na obszarze byłego zaboru i okupacji austriackiej przejęto biura intendentur wojskowych w Krakowie i Lublinie; kasy wojskowe tych formacji i instytucji wojskowych, które je posiadały oraz w wielu miejscowościach na obszarze okupacji kasy komend powiatowych; magazyny i składy żywnościowe z istniejącymi przy nich zakładami pomocniczymi, jak piekarnie, rzeźnie, młyny w Krakowie, Podgórzu, Płaszowie, Dąbiu, Wadowicach, Tarnowie, Nowym Sączu, Nowym Targu, Rzeszowie, Nadbrzeziu, Jarosławiu, Dębicy, Przemyślu, Sanoku, Dziedzicach, Cieszynie, Lublinie, Dęblinie, Zamościu, Chełmie, Białej i Kozienicach; Magazyny mundurowe w Krakowie, Białej, Tarnowie, Przemyślu, Lublinie, Dęblinie i Zamościu; magazyn pościeli, pralnię garnizonową i zakład dezynfekcyjny w Krakowie.

Na obszarze okupacji niemieckiej przejęto Kasę wojskową Generalnego Gubernatora w Warszawie; urzędy prowiantowe w Warszawie, Jabłonnie, Zegrzu, Modlinie, Ciechanowie, Płocku, Łomży, Zambrowie, Małkini i Łodzi; magazyn mundurowy w Warszawie.

## Organa naczelne Intendentury

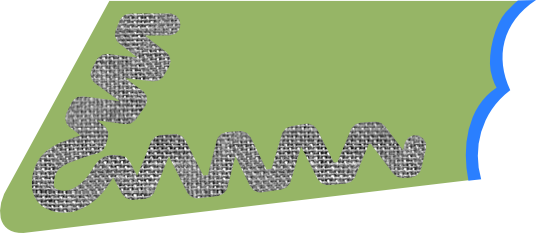
„Łapka” Intendentury

W grudniu 1918 w strukturach Ministerstwa Spraw Wojskowych utworzony został Departament Gospodarczy, kierowany przez gen. Jana Zawrzela. W jego składzie znajdowały się sekcje: żywnościowa płk. Józefa Wenzla, poborów kpt. Zygmunta Wasserraba, mundurowa ppłk. Stanisława Niewiarowskiego, kwaterunkowa rtm. Mieczysława Biteckiego, taborowa mjr. Aureliusza Passelliego i budżetowa mjr Romana Góreckiego. W składzie departamentu znajdowała się też Główna Kasa Wojskowa kierowana przez por. Antoniego Ogonowskiego.
Na podstawie ustawy Sejmu Ustawodawczego z 11 kwietnia 1919 utworzony został niezależny od wojska Główny Urząd Zaopatrzenia Armii (GUZA), na czele z inż. Ludwikiem Gorazdowskim. Był on odpowiedzialny za dostawy materiałowe dla armii. Organem wykonawczym GUZA był Centralny Urząd Gospodarczy na Pradze oraz oddziały terenowe w Łodzi, Krakowie, Lwowie, Poznaniu, Białymstoku i Bielsku. Działalność GUZA i jego agend poważnie uszczupliły kompetencje Departamentu Gospodarczego w  dziedzinie dostaw materiałowych dla wojska. Departament przechodził też reorganizację. Na początku 1919 w jego strukturze funkcjonowało Biuro Kontroli Transportów Zagranicznych. Latem utworzony został Wydział Kontroli Transportów Zagranicznych pod przewodnictwem ppłk. Niewiarowskiego. Komórka ta sprawowała nadzór nad działalnością wszystkich baz i komisji odbiorczych. W grudniu Departament X Gospodarczy, kierowany przez ppłk. Aleksandra Litwinowicza, posiadał sekcje: personalną, administracyjno-prawną, budżetową, należności pieniężnych, rachunkowo-kontrolną, żywnościową, umundurowania, zaopatrzenia kwaterunkowego, zaopatrzenia służących w wojsku i ich rodzin oraz Główną Kasę Wojskową.
Po reorganizacji MSWojsk. za sprawy intendentury w wojsku odpowiadał Departament VII Gospodarczy. Nie posiadał już on jednak  sekcji administracyjno-prawnej, budżetowej i rachunkowości. Przeszły one do Oddziału IV Zaopatrzenia i Komunikacji Sztabu MSWojsk. gen. Juliusza Malczewskiego. Natomiast weszła w jego skład dotychczasowa samodzielna Emerytalna Komisja Likwidacyjna pod nową nazwą - Sekcja Wojenno-Likwidacyjna. Podstawowym zadaniem departamentów po reorganizacji w 1920 roku było zaopatrywanie wojsk w żywność i umundurowanie, a jego działanie opierało się na kierowaniu funkcjonowaniem intendentur umiejscowionych przy dowództwach okręgów generalnych.
Żołnierze Intendentury na mundurach nosili „łapkę”  barwy kurtki, wypustka jasnoniebieska.

## Intendentura  okręgów, związków operacyjnych i taktycznych

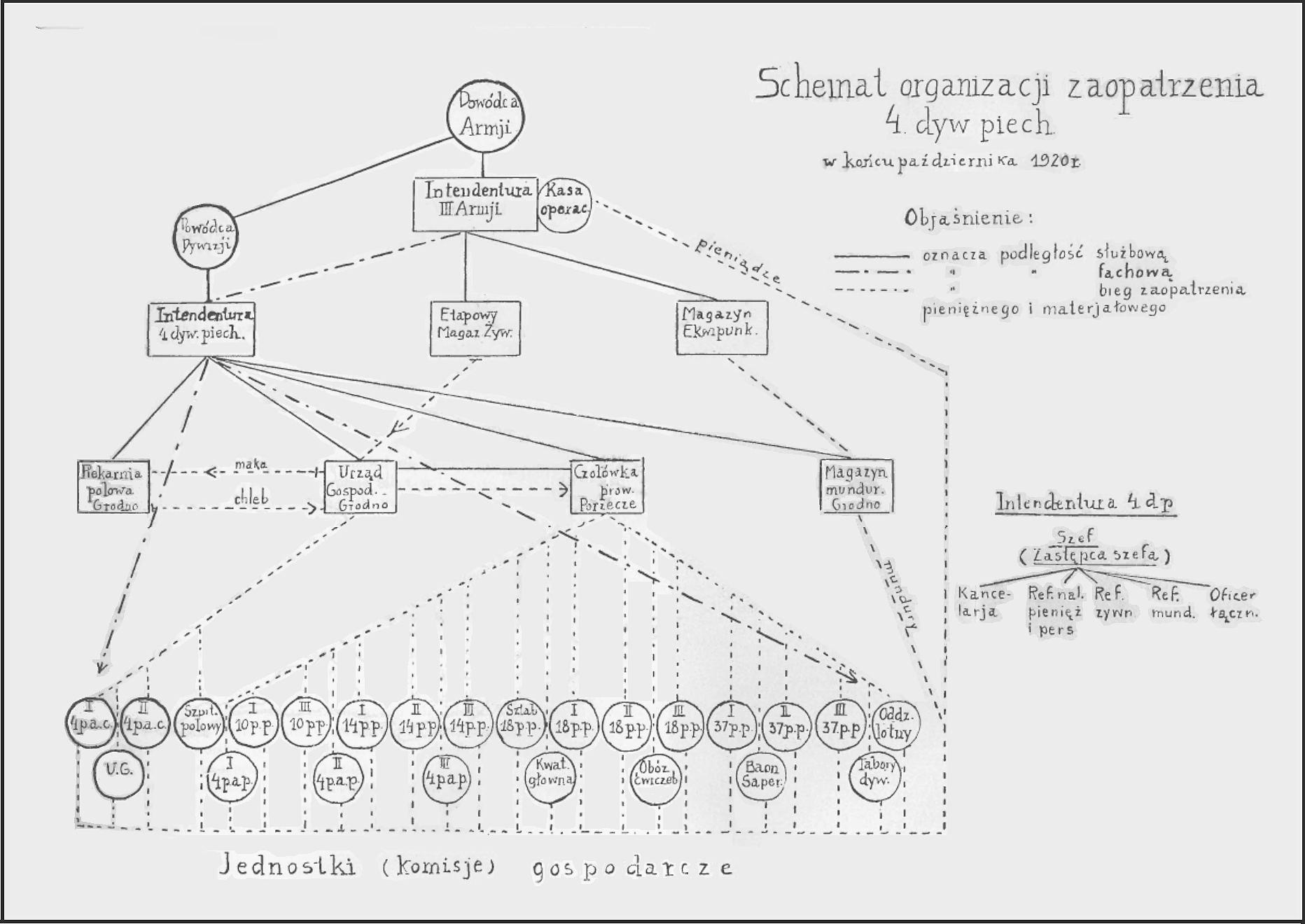
Schemat organizacji zaopatrzenia 4 Dywizji Piechoty; październik 1920

W strukturach administracji wojskowej, na szczeblu okręgu generalnego powołani zostali szefowie intendentury. Od wiosny MSWojsk. przystąpiło do tworzenia punktów zaopatrzenia materiałowego w Białymstoku, Brześciu, Chełmie i Przemyślu. 10-dniowy stan zapasów w tych punktach uzupełniano w sposób następujący: Centralny Urząd Gospodarczy na Pradze uzupełniał punkt w Białymstoku, Intendentura OG Lublin – Brześć i Chełm, a Intendentura OG Kraków – Przemyśla. Zapasy zaś w tych ośrodkach miały być pokrywane przez Ministerstwo Aprowizacji oraz jego organa.
Za sprawy intendenckie wojsk operacyjnych odpowiadała komórka umocowana początkowo w Sztabie Generalnym WP, a po reorganizacji w Naczelnym Dowództwie WP. 4 stycznia 1919 powstał Oddział „Kwatermistrzostwo” zajmujący się zaopatrzeniem wojsk operacyjnych, a po reorganizacji z 10 marca 1919 Oddział IV „Główne Kwatermistrzostwo”, posiadający Sekcję Intendentury z referatami: żywnościowym, mundurowym oraz zaopatrzenia materiałowego i pieniężnego. Sekcja Intendentury odpowiadała za zapewnienie  wojskom operacyjnym dostaw żywności, paszy, umundurowania i ekwipunku oraz należności finansowych. 11 maja dokonano kolejnej reorganizacji Sztabu Generalnego. Nowy Oddział VI „Kwatermistrzostwo” podporządkowany został Głównemu Kwatermistrzowi Wojska Polskiego. Był nim początkowo płk Julian Malczewski, po nim gen. Mieczysław Norwid-Neugebauer. W maju  utworzono stanowisko inspektora gospodarczego dla oddziałów i formacji frontowych Wojska Polskiego. Został nim płk Karol Witkowski. W drugiej połowie 1920 w strukturze SG ND WP znajdowały się cztery oddziały, w tym Oddział IV Materiałowy, kierowany przez ppłk. Stanisława Kwaśniewskiego oraz stanowisko szefa Intendentury Polowej zajmowane przez mjr. Włodzimierza Pietrusiewicza.
Latem 1919 na szczeblu frontu (armii) i dowództwa etapów wprowadzono stanowiska kwatermistrza. Na szczeblach dywizji piechoty i brygady jazdy powołano szefów intendentury. Kierowali oni urzędami gospodarczymi; nadzorowali też magazyny żywnościowe i mundurowe, kasy operacyjne oraz różne zakłady przetwórcze i usługowe. Ważną rolę w zaopatrywaniu związków operacyjnych spełniały magazyny etapowe. Przyjęto, że w magazynie etapowym armii ma znajdować się 30-dniowy zapas żywności dla ludzi i paszy dla koni. Stanowiło to około 400 wagonów kolejowych.
Na szczeblu związku taktycznego funkcjonował Dywizyjny Urząd Gospodarczy. Zazwyczaj wydzielał on swoją filię lub czołówkę prowiantową. Urząd winien posiadać 10-dniowe zapasy wyżywienia dla ludzi i koni. Sprawował też nadzór nad dywizyjną piekarnią polową, a także nad dywizyjnym magazynem żywnościowym i mundurowym oraz „oborą” dla bydła rzeźnego. Na szczeblu pułku i batalionu za zaopatrzenie intendenckie odpowiadali oficerowie prowiantowi i rachunkowi. Na tym szczeblu utrzymywano 5-10 dniowy  zapas wyżywienia. „Przy żołnierzu” utrzymywany był zapas 2-dniowy.
W okresie bitwy nad Wisłą, w sierpniu 1920 zrezygnowano z zaopatrywania wojsk operacyjnych organizowanego przez Główne Kwatermistrzostwo ND WP, a zadanie to przejęło Ministerstwo Spraw Wojskowych realizując je poprzez intendentury okręgów generalnych. DOGen. „Warszawa” zabezpieczać miało w żywność 1. i 2 Armię, DOGen. „Kraków” 3. i 6 Armię, DOGen. „Kielce” – 4 Armię, a  DOGen. „Poznań” – 5 Armię.

## Problemy w funkcjonowaniu Intendentury

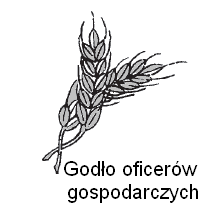

Przez cały okres funkcjonowania Intendentury w warunkach wojennych, borykała się ona z niedoborem kadr oraz kwalifikacjami zatrudnionego w niej personelu. Na początku 1919 odpowiednie kwalifikacje zawodowe posiadało około 20% oficerów zajmujących stanowiska intendentów, a wśród oficerów i urzędników gospodarczych było ich około 25% .
Intendentura miała ogromne kłopoty z bieżącym zaopatrzeniem wojsk w żywność, paszę, umundurowanie. Wynikało to z braku zasobów krajowych oraz dużych trudności z zakupami zagranicznymi. Problem tkwił także w chronicznym niedoborze środków finansowych przydzielanych związkom operacyjnym, taktycznym i oddziałom na zakupy prowiantu w miejscach pobytu. Wystawianie kwitów rekwizycyjnych spotykało się z oporem miejscowej ludności. Ogromnym problemem był system dostaw zaopatrzenia do magazynów związków operacyjnych i związków taktycznych oparty na transporcie kolejowym i dalej na transporcie konnym na niższych szczeblach organizacyjnych wojska. W dywizji piechoty winno funkcjonować 6 kolumn żywnościowych, składających się każda z 55 wozów. Z reguły były one jednak mniej liczne. Braki aprowizacyjne powodowały zmniejszanie racji żywnościowych żołnierzy i paszy dla koni. Wojsko odczuwało wielkie problemy z umundurowaniem, bielizną osobistą i obuwiem. Rozrost liczebny Wojska Polskiego, którego szczytowy okres przypadł na jesień 1920, generował ogromne koszty utrzymania. Wojsko Polskie pochłaniało około 3/4 wydatków państwa. Bezpośrednio po zakończeniu działań wojennych przystąpiono w wojsku do realizacji programu oszczędnościowego.